# Dematobactron fuscipennis
Dematobactron fuscipennis är en insektsart som först beskrevs av Ludwig Redtenbacher 1908.  Dematobactron fuscipennis ingår i släktet Dematobactron och familjen Diapheromeridae. Inga underarter finns listade i Catalogue of Life.